# スラッピー・ジョー
スラッピー・ジョー(英: sloppy joe)はサンドウィッチの一種である。日本語のカタカナ表記としてはスロッピー・ジョーもある。
牛挽肉、タマネギ、トマトソース（またはケチャップ）、ウスターソースなどから作った料理。または、それを具材としてハンバーガー用バンズで挟む料理。20世紀初頭にアメリカ合衆国で発祥した料理。アメリカでは子供に好きな食べ物を問うた場合に、スラッピー・ジョーはトップに挙がるほど人気がある。
2010年代には日本でも学校給食として供されるようになっている。2014年の刈谷市教育委員会では、スラッピー・ジョーの説明として「パンにミートソースのような具をはさんで食べる料理」、「スラッピー・ジョーとは“なまけもののジョー”の意味」といった答弁がなされている。ハインツ日本のサイトで公開されているレシピでは、食べる際に具がこぼれ落ちることから「だらしない」の意味のsloppyの名前が付けられたとされている。

## 歴史
20世紀初頭にアメリカで発刊された料理の本には、スラッピー・ジョーと同様の料理が、以下のような名前で掲載されている。
- Minced Beef Spanish Style[4]
- Beef Mironton[5]
- Hamburg a la Creole[6]
- Chopped Meat Sandwiches[7]
- Toasted Deviled Hamburgers[8]

ハインツ本社の消費者テストキッチンディレクターのマリリン・ブラウンは、1930年にアイオワ州スーシティで「ジョー」という名前の料理人が "loose meat sandwich"という名前で作った料理がスラッピー・ジョーの発祥であるとしている。
スラッピー・ジョーの名称が広まったのは1940年代と考えられており、1944年のオハイオ州コショクトン郡コショクトンの地元新聞『コショクトン・トリビューン』にはスラッピー・ジョーを10セントで販売しているハンバーガーショップについての言及がある。
1960年代になると、コナグラ･フーズからマンウイッチブランドで、フライパンで炒めた挽肉にからめる「スラッピー・ジョーの素」とも呼べる缶詰なども販売されるようになった。